# Suchostruga
Suchostruga – wieś sołecka w Polsce położona w województwie mazowieckim, w powiecie piaseczyńskim, w gminie Tarczyn.
Wieś szlachecka Sucha Struga położona była w drugiej połowie XVI wieku w powiecie tarczyńskim ziemi warszawskiej województwa mazowieckiego.
W latach 1954–1959 wieś należała i była siedzibą gromady Suchostruga, po jej zniesieniu w gromadzie Tarczyn. W latach 1975–1998 miejscowość administracyjnie należała do województwa warszawskiego.